# Tomaš Bojničić
Tomaš Bojničić od Plavna (fl. sredina 15. stoljeća), hrvatski plemić iz Plavnog kod Knina te banovac Dalmacije i Hrvatske od 1451. do 1453. godine, za banovanja Petra Talovca, iz plemićke obitelji Bojničić.
Spominje se prvi put 1439. godine kao familijar knjeginje Katarine Frankapan, udovice kneza Ivana VI. († 1436.) i sina joj Jurja I. Cetinskog. Obnašao je dužnost banovca za banovanja Petra Talovca († 1453.). Nakon Petrove smrti, obnašao je neko vrijeme bansku dužnost koja je bila ostala nepopunjena. Preuzeo je skrb nad Petrovom udovicom Margaretom i malodobnim sinovima Ivanu II. i Stjepanu, kojima su ostali Klis, Sinj, Čačvina i Petrovac. bosanski veliki vokvoda Stjepan Vukčić Kosača zatražio je ruku od Margarete Talovac kako bi se domogao utvrđenih gradova u Dalmaciji, na što je Tomaš Bojničić sklopio ugovor s mletačkim knezom u Splitu o stavljanju spomenutih gradova te Ključa, Knina i Laba pod mletačku zaštitu.
Godine 1456. banovac Tomaš se predao novom banu Ulriku II. Celjskom te mu je predao Knin i Lab.

## Vanjske poveznice
- Bojničić – Hrvatski biografski leksikon
- Bojničić – Proleksis enciklopedija
- Gunjača S., Tiniensia Archelogica.Historica-Topographica, 3. Plavno, 2 – grad-knin.net